# Mizerikordija
Mizerikordija (včasih imenovana milostni stol) je majhna lesena polička, ki je pritrjena na spodnji strani zložljivega sedeža v cerkvi;  ko se sedež zloži, daje oporo osebi, ki stoji med daljšimi molitvami. 

## Izvor
Molitve v zgodnjesrednjeveških cerkvah v dnevnih kanonskih obredih (jutranjice, hvalnice, prva, tretja, šesta, deveta, večernice in sklepnice) so bile omejene na stoječ položaj s povzdignjenimi rokami. Stari ali slabotni so lahko uporabljali bergle ali mizerikordije (dobesedno: dejanje milosti). Zaradi stoječega položaja so bili takrat sedeži narejeni tako, da so se lahko obrnili navzgor. Včasih so imeli na spodnji strani stola majhno polico, mizerikordijo, ki je omogočala uporabniku, da se je nanjo naslonil, kar je nekoliko zmanjšalo njegovo nelagodje. Tako kot večina drugih srednjeveških lesenih delov v cerkvah so bili običajno spretno izrezljane in pogosto kažejo drobne prizore, čeprav so skriti pod sedeži, zlasti v kornih klopeh kora okoli oltarja.

## Zgodovina
Mizerikordije so v angleških cerkvah datirane v začetek 13. stoletja vse do 21. stoletja, čeprav so jih od začetka 17. stoletja obravnavali kot sodobne kopije z malo ali brez zgodovinskega pomena. Najstarejše mizerikordije je mogoče najti v kornih klopeh stolnice v Exetru in izvirajo iz sredine 13. stoletja. Velika večina angleških mizerikordij je iz 14. in 15. stoletja. Na njih so najpogosteje upodobljene posvetne ali poganske podobe in prizori, povsem v nasprotju s krščansko ikonografijo in estetiko, ki jih obkrožajo.
Številne klopi z mizerikordijami so bile nekoč del samostanskih ali kolegijskih cerkva, vendar jih je bilo med reformacijo veliko uničenih ali razbitih ter razpršenih med župnijske cerkve. Tiste, ki so preživele, so dodatno osiromašili v ikonoklazmu 17. stoletja in viktorijanski reformatorji. V Chestru jih je uničil dekan Howson, ker je menil, da so neprimerne, ostalo pa je 43 izvirnih srednjeveških prizorov. Rezbarji so prišli iz Lincolna v poznem 14. stoletju in se preselili v Westminster Hall, ko so po treh letih končali kor. Govori se, da so vajenci delali sedeže, medtem ko so mojstri ustvarjali pomembnejša dela.

## Mizerikordija (soba)
Ta beseda se uporablja tudi za označevanje sobe v srednjeveškem benediktinskem samostanu, v katerem so nekateri deli skupnosti jedli na kateri koli dan. Pravila svetega Benedikta so vključevala stroga pravila glede hrane, dovoljene menihom v refektoriju (popolna prepoved mesa štirinožnih živali, razen za bolne). V poznem srednjeveškem samostanu je po razporedu polovica vseh menihov kosila v refektoriju, druga polovica v mizerikordiju, kjer pravilo svetega Benedikta ni veljalo in so lahko jedli meso. V Westminstrski opatiji je bila mizerikordija zgrajena nekje med letoma 1230 in 1270. 

## Danes
Mizerikordije še danes najdemo na kafizmah – kornih klopeh, ki jih uporabljajo vzhodni pravoslavni menihi. Te so po navadi veliko preprostejše kot pri zahodnih menihih, običajno le preprost del zaokroženega lesa z malo ali brez okrasja. Njihova uporaba je zelo pogosta v grški pravoslavni cerkvi, pa tudi ruski pravoslavni samostani navadno nimajo posameznih kornih klopi, ampak preproste klopi za sedenje bratov. Pravoslavni kristjan pri dolgih božjih molitvah stoji, ne sedi ali kleči, nekaj sedežev je predvidenih le za starejše in bolne.
Zaradi 'skritega' položaja in kot 'ljudska' ikonografija imajo mizerikordije prevratno umetniško obliko in so se ponovno pojavile kot motivi v sodobni umetnosti in literaturi (Misericords for Ninevah (Mizerikordije za Ninive), Mike Freeman, Poetry Nation Review, str. 24–25, 2009).